# Hipódromo V Centenario
El Hipódromo V Centenario es el nombre que recibe un recinto deportivo habilitado para las carreras de caballos y otras competiciones ecuestres localizado en el kilómetro 14 de la Autopista Las Américas, en el Sector de Santo Domingo Este, un municipio de la Provincia de Santo Domingo y en la capital del país caribeño de República Dominicana.
El espacio se ubica cerca de los sectores Villa Satélite y Nuevo Amanecer. Entre las competiciones celebradas allí destacan el Clásico Juan Pablo Duarte, bautizada así por el Padre de la Patria de República Dominicana. Después de varios problemas ha sido reacondicionado con mejoras en sus instalaciones y sus pistas. Actualmente, este hipódromo es considerado considerado un ícono de las carreras de caballos dominicanas siendo el hipódromo principal del país donde todos los grandes jinetes compiten.
En el Hipódromo V Centenario se disputan las competencias todos los martes y sábados.

## Galería

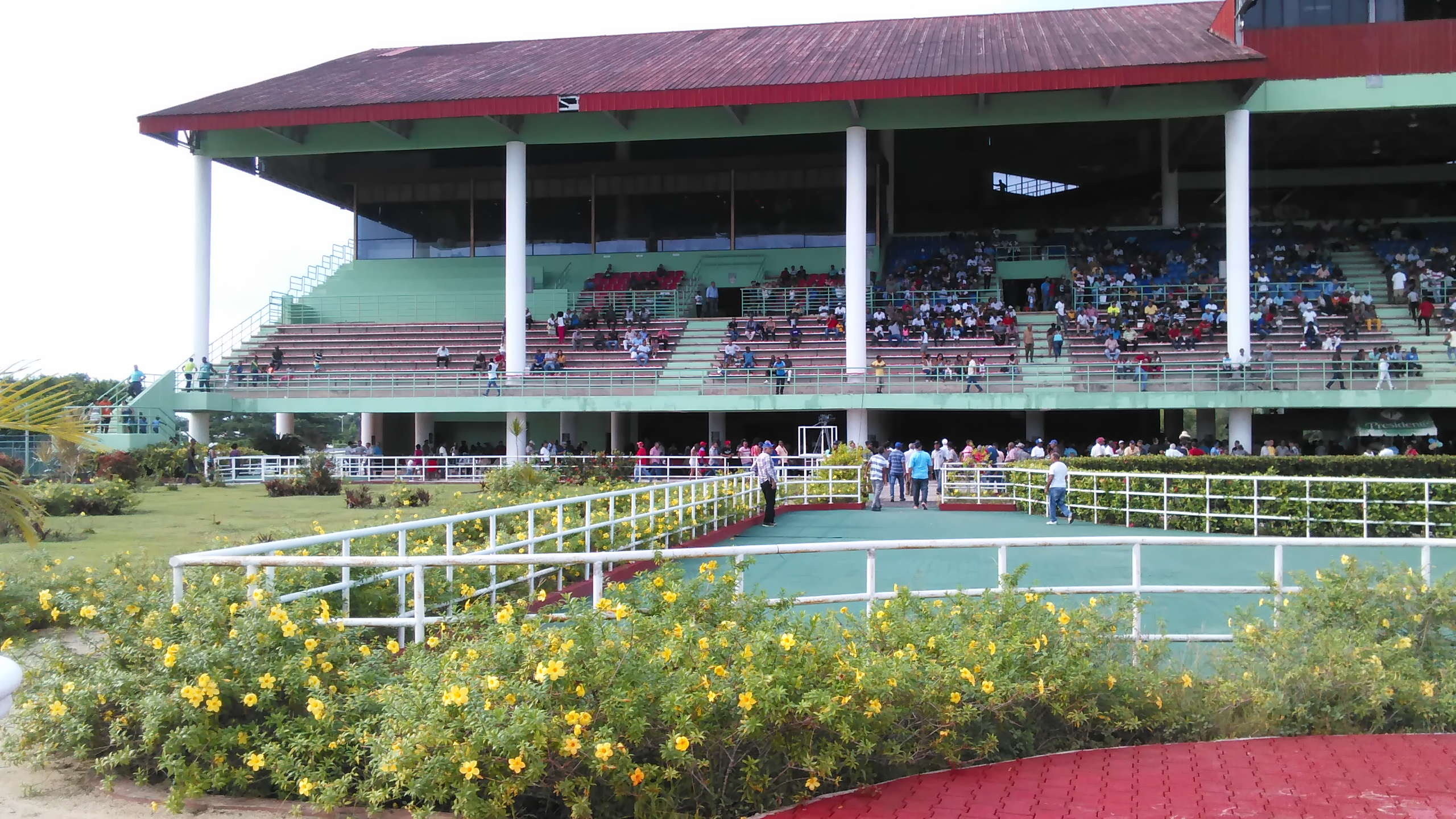
margen izquierda
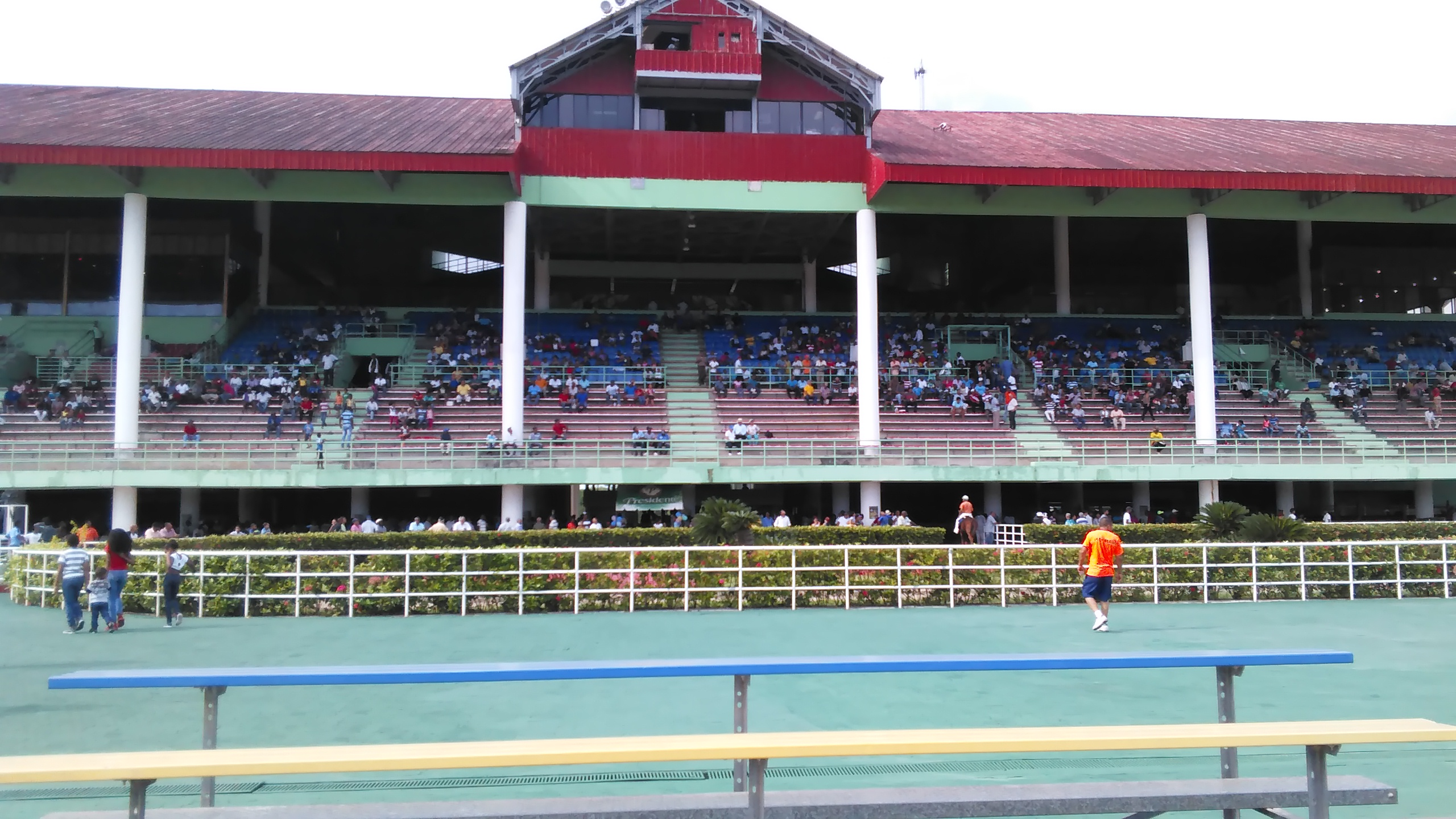
margen central
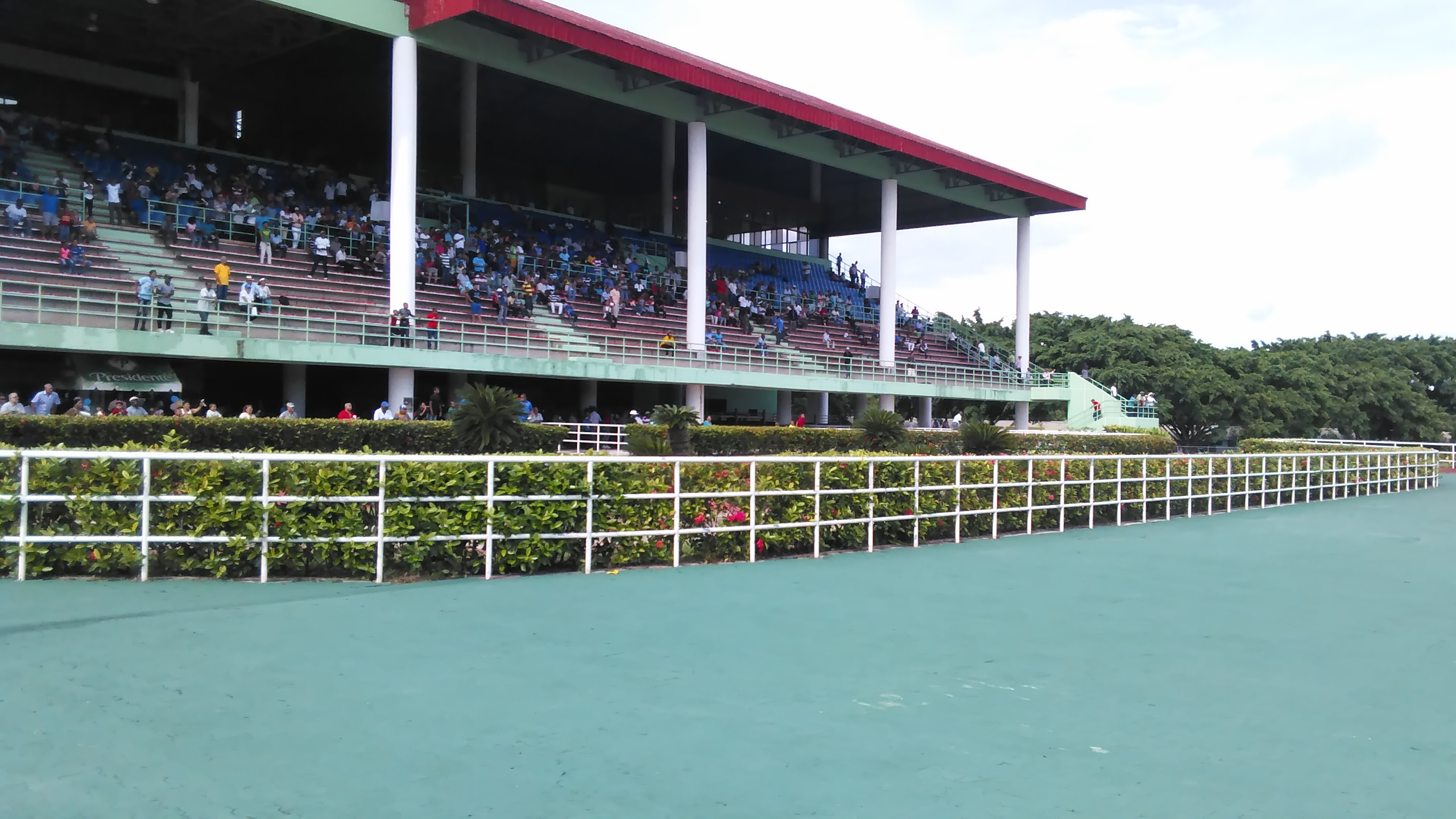
margen derecha